# گارش
گارش (به فرانسوی: Garches) یک کمون (فرانسه) در فرانسه است که در canton of Saint-Cloud واقع شده‌است. گارش ۲٫۶۹ کیلومتر مربع مساحت دارد ۱۶۳ متر بالاتر از سطح دریا واقع شده‌است.

## خواهرخوانده
شهر گروبنتسل خواهرخواندهٔ گارش هست.